# Russell Johnson (strzelec)
Russell B. Johnson (ur. 21 lutego 1920 w Minneapolis, zm. 14 września 1991) – strzelec z Wysp Dziewiczych Stanów Zjednoczonych, olimpijczyk. 
Brał udział w letnich igrzyskach olimpijskich 1976 (Montreal). Startował tylko w skeecie, w którym zajął 65. miejsce.

## Wyniki olimpijskie
| Igrzyska | Konkurencja | Wynik       | Miejsce | Źródło |
| -------- | ----------- | ----------- | ------- | ------ |
| IO 1976  | Skeet       | 168 punktów | 65.     | [ 1 ]  |